# Wagaicis
Wagaicis är ett släkte av skalbaggar som beskrevs av Lohse 1964. Wagaicis ingår i familjen trädsvampborrare.
Släktet innehåller bara arten Wagaicis wagai.